# Tekija (Kladovo)
Pour les articles homonymes, voir Tekija.
Tekija (en serbe cyrillique : Текија) est un village de Serbie situé dans la municipalité de Kladovo, district de Bor. Au recensement de 2011, il comptait 804 habitants.

## Géographie

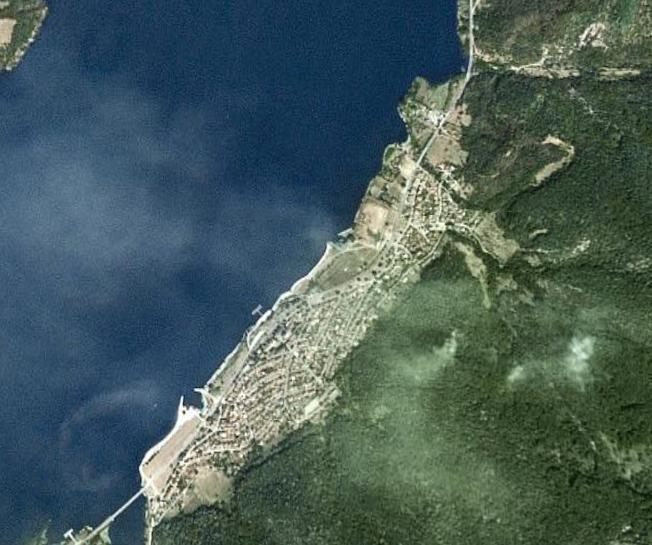
Vue satellite de Tekija.

Tekija est située sur la rive droite du Danube, à proximité de Donji Milanovac. En aval du fleuve se trouvent deux gorges, celle de Veliki Kazan, qui mesure 150 m de large et atteint 90 m de profondeur, et celle de Mali Kazan, qui mesure 300 m de large. La localité se trouve également à proximité de Miroč, sur les pentes occidentales des Carpates. À proximité se trouvait l'île fluviale d'Ada Kaleh, submergée en 1970 par la construction de barrages sur le Danube.

## Histoire
Près de Tekija subsistent les vestiges d'une ancienne voie romaine, creusée dans la roche, construite sous le règne de Tibère et renforcée sous Trajan. 
C'est à Tekija, en 1788, qu'est mort le chef de guerre serbe Koča Anđelković, fondateur de l'éphémère Krajina de Koča, libérée des Turcs; un monument, érigé dans le village rappelle ces événements. 
En 1964, l'édification d'un barrage sur le Danube a englouti le village historique ; le village actuel a été reconstruit après 1972.

## Démographie

### Évolution historique de la population
| 1948  | 1953  | 1961  | 1971  | 1981  | 1991  | 2002 | 2011 |
| ----- | ----- | ----- | ----- | ----- | ----- | ---- | ---- |
| 1 385 | 1 477 | 1 635 | 1 342 | 1 231 | 1 129 | 967  | 804  |

|  |

## Tourisme
Tekija possède un petit terrain de camping au bord du Danube. Chaque année, au mois d'août, y est organisé un concours de pêche au silure par la Zlatna Bucka Ðerdapa. Le village est également intéressant pour la visite du parc national du Đerdap.